# Marie-Louise O'Murphy
María Luisa O'Murphy, O'Morphy, Morphy o Murphy (Ruan, 21 de octubre de 1737 - París, 11 de diciembre de 1814), fue una famosa cortesana francesa, amante desde su adolescencia del rey Luis XV de Francia, con quien, tras un aborto espontáneo, tuvo una hija a los 17 años.
Los dos cuadros de Francisco Boucher para los que posó desnuda (1751-1752) han sido considerados de los más eróticos de toda la pintura francesa del siglo XVIII.

## Familia y primeros años
María Luisa O'Murphy –o María Luisa Morphy de Boisfailly, como se hace llamar a partir de su primera boda– fue la menor de las cinco hijas de Daniel O'Murphy, un inmigrante irlandés (de probable origen griego) que abandonó el Ejército y se instaló en Ruan de zapatero o molinero, y su esposa, Margarita Hicky –involucrados en constantes problemas con la Justicia, él por chantajista y ella por ejercer la prostitución–, con quien –tras morir aquel– se trasladó a París con sus hermanas. Se sabe también que, gracias a uno de los protectores de su hermana Victoria, la pequeña Luison pasa dos temporadas en casa de una costurera de Les Halles –la señora Fleuret–, donde recibe la primera comunión.
Con catorce años, es ya una hermosa joven muy formada para su edad, de rostro fino aunque un poco largo, morena como sus hermanas, cuya incipiente complexión contrasta con su timidez y su delicadeza.
Según relata Casanova en su libro de memorias Casanova à Paris: ses séjours racontés par lui-même (1913), fue él quien, estando en la feria de Saint-Laurent de 1752 (julio), a la que había acudido con su amigo Patu, se percató de la presencia de «una putilla [sic] de unos trece años», a la que en adelante llama Elena, hermana de la actriz Victoria Morphy.
Sigue diciendo que esa, al menos, fue la negativa impresión que le produjo el verla tan harapienta y sucia; pero que –una vez que la bañó; al principio, no quería que la viese «entera»– la encontró tan hermosa que, al día siguiente, se la mostró de nuevo a Patu, quien, al contemplarla, exclamó:

Ni el cincel de Praxíteles pudo producir nunca algo más perfecto. Blanca como un lirio, Elena tenía todo lo que la naturaleza y el arte de los pintores pueden reunir de más bello. La armonía de sus líneas era tan dulce que llevaba hasta el alma un indefinible sentimiento de felicidad, una deliciosa calma. Era rubia y sin embargo sus ojos azules tenían todo el brillo de los más hermosos ojos negros.

Siempre conforme a los recuerdos del italiano, este le encargó a un pintor alemán [sic] que conocía dos desnudos de la joven O'Morphy (del griego ὄμορφη; literalmente, «belleza»), uno para él y otro para su amigo, por los que pagó seis luises. Según su propia descripción, la modelo adoptaría ya en estas obras la «preciosa» postura recostada en la que aparece en los famosos retratos de Boucher.
Quizá más convincente resulte el acta del inspector de Policía Juan Meunier de 22 de mayo de 1752:

[…] la pequeña Morfi [por O'Murphy], la cuarta hija y consecuentemente la más joven [sic], sirvió de modelo a Boucher, que la pintó desnuda. Le vendió más tarde el retrato al señor de Vandières, quien se lo mostró a Su Majestad. Este, al verlo, pensó que el pintor la había sacado mejor de lo que era; pero, al conocerla en persona, comprobó que incluso superaba al cuadro.

Manuscrito conservado en la Biblioteca del Arsenal, París: Bastille 10234; Journal de Meunier.

Sea como fuese, lo que queda claro es que alguien hizo llegar al monarca la pintura, lo que despertó en el rey, atraído por mujeres cada vez más jóvenes (única manera, según él, de no contraer la aterradora sífilis), el irrefrenablemente deseo de comprobar si la modelo estaba a la altura de la obra plástica.

### Hermanas
Como ya se ha mencionado, María Luisa tuvo cuatro hermanas mayores que ella, nacidas, aproximadamente, entre 1725 y 1733:
- Margarita. Parece que estuvo casada con un tal Melon, sin oficio conocido y unos ingresos anuales de alrededor de 3000 libras.
- Brigida. Fue modelo de varios pintores. Como sus otras hermanas, mantuvo continuos romances.
- Magdalena o Magdelon. Junto con Margarita y Victoria, actuó animando a las tropas de Flandes. Por el nombre del personaje representado en una de las comedias en las que intervino, era conocida por el apodo de Mme. Corbin. Contrajo matrimonio hacia 1752.
- Victoria. Siendo aún una niña, trabajó durante siete años en la tienda de un marchante apellidado Langlois. Acabó ejerciendo la prostitución al tiempo que actuaba como actriz en una compañía de teatro ambulante.

## Amante real y primer matrimonio

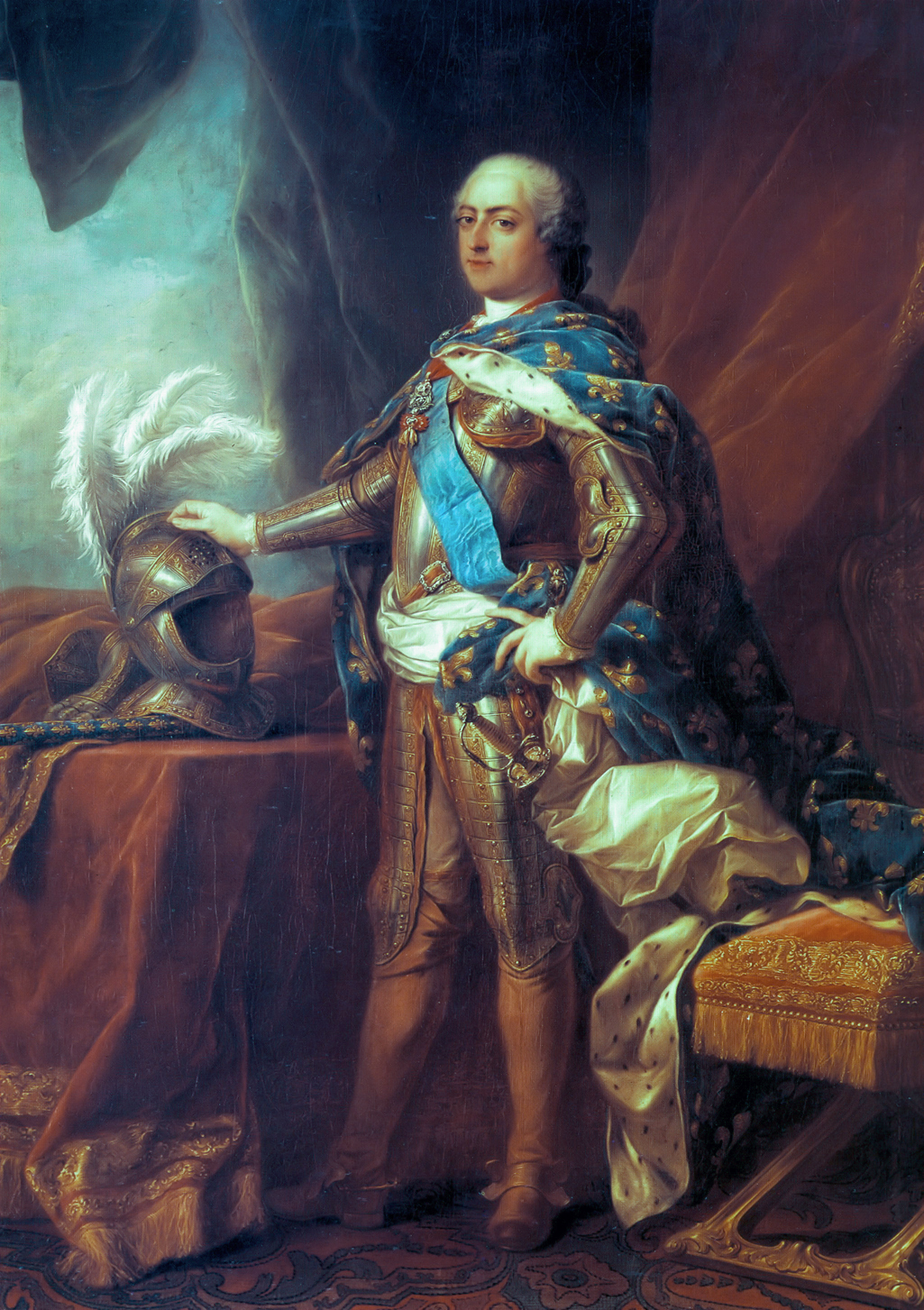
Louis-Michel van Loo. Luis XV en 1751. Óleo sobre lienzo, 271 x 193 cm. Palacio de Versalles.

Al verla Luis XV, quedó tan impresionado que no dudó en convertirla inmediatamente en una de sus «jóvenes amantes». La familia recibe 200 luises además de numerosos obsequios. Tiene a su servicio una gobernanta, una asistenta, una cocinera y dos lacayos.
Así, la Bella Morphise, como la llama en privado (para referirse a ella en público, utiliza el término sirete –fem. de sire–, tratamiento que se dio en Francia a algunos reyes), pasa a instalarse a finales de marzo de 1753 cerca del Palacio de Versalles (solo las «amantes oficiales» pueden vivir en él), más concretamente en el denominado «Parque de los ciervos» (en francés, Parc-aux-cerfs), con un carruaje a su disposición, dispuesto a llevarla a la residencia real siempre que lo ordenase el monarca.
Tras un aborto espontáneo que afecta profundamente al rey, el 20 de junio de 1754 nace su primera hija, bautizada ese mismo día en la iglesia parisina de San Pablo y San Luis y a la que el propio monarca interna en un convento con el nombre de «Mademoiselle de Saint-Antoine de Saint-André», concediéndole una pensión vitalicia de 8000 libras. Años después, la hija del rey contraerá matrimonio con el Marqués de La Tour-du-Pin de La Charce. Su parecido con el monarca era tan evidente que este no quiso nunca que lo conociera.
Su reciente maternidad parece que anima a la joven (persuadida por la esposa del mariscal de Estrées) a pedir un lugar de privilegio en Versalles, «gobernado» todavía por Madame de Pompadour, a quien despectivamente llama «la vieja presumida». Pero el monarca no parece estar dispuesto a deshacerse de tan mala manera de su favorita y, en su lugar, decide repudiar a María Luisa, a la que hace contraer matrimonio (la ceremonia se celebra en el Grand Châtelet de París el 27 de noviembre de 1755) con uno de sus oficiales, un tal Jaime de Beaufranchet, «señor de Ayat, Beaumont, Grandmont y otros lugares» (n. 5 de marzo de 1728), para lo que recibe de la Corona una dote de 200 000 libras, joyas valoradas en otras 1000 libras y ropa, a lo que habría que añadir todo lo recibido en los dos últimos años, 1000 libras más para gastos de boda, así como el ajuar del novio, valorado en otras 50 000 libras. Entre los testigos de la ceremonia, figuran el Príncipe de Soubise y el Marqués de Lougeac.
Pero lo más curioso es que, por primera vez, se hace llamar Morphy de Boisfailly, como consta ya en su acta de matrimonio:

[…] hija de Daniel Morphy de Boisfailly, gentilhombre irlandés fallecido en París el 4 de junio de 1753, y de Dama Hicky, su viuda.

En todo caso, la boda entre «un oficial del Regimiento de Beauvoisis y Demoiselle Moréfie [sic]» trajo consigo innumerables críticas e, incluso, dio lugar a esta coplilla:

No me extraña.

Que un [natural de] Egrefin
por tener
los ducados del maestro
se case con una amante.
No me extraña.

Reproducida en la Colección de Antoine-René de Voyer, Marqués de Paulmy.

Lejos de la Corte, en Ayat, donde María Luisa parece llevar una «vida ejemplar», nacen dos hijos: Luisa (n. 30 de octubre de 1756), fallecida prematuramente el 6 de febrero de 1759, y Luis (n. 22 de noviembre de 1757 - f. 2 de julio de 1812), futuro conde de Beaufranchet y general en tiempos de la Primera República. Según la rumorología de la época, pudo ser hijo natural del monarca:

El general Beaufranchet, Luis Carlos Antonio, nacido en 1757 y muerto en el castillo de Ayat en 1812, pasa por ser hijo natural de Luis XV, ya que su madre, María Luisa O'Murphy de Boisfailly, de origen irlandés –se dice, a pesar de que la primera hija del matrimonio es Luise Charlotte (1756)– iba embarazada de él cuando la hicieron casarse con Jacobo de Beaufranchet, señor de Ayat, pobre gentilhombre de Auvernia, entonces oficial del Regimiento de Infantería de Beauvoisis.

Société d'émulation de la Vendée (1855-1911). Annuaire départemental de la Société d'émulation de la Vendée. La Roche-sur-Yon: L. Gasté. p. 102.

Casanova –quien asegura haberlo visto en Fontainebleau en 1783– habla de un joven de 25 años, «verdadero retrato de su madre e ignorante de su historia».
Jacobo de Beaufranchet murió en la batalla de Rossbach el 5 de noviembre de 1757, diecisiete días antes del nacimiento de su segundo hijo.

## Segundo matrimonio
Dos años después, el 24 de noviembre de 1759, en Riom, la Bella Morphise contrae nuevas nupcias con Francisco Nicolás Le Normant (n. 13 de septiembre de 1725), Conde de Flaghac y pariente de Carlos Guillermo Le Normant d'Étiolles, marido de Madame de Pompadour.
El nuevo matrimonio trae consigo la reconciliación de María Luisa con Madame de Pompadour –enfrentadas desde hacía cinco años–, así como el estrechamiento de relaciones entre ambas familias (la hija de un primer matrimonio de Flaghac se casa en segundas nupcias con Constante Le Normant d'Etoiles, Barón de Tournehem, hijo de un segundo matrimonio de Le Normant d'Étiolles y, por consiguiente, primo suyo).
El 5 de enero de 1768 –en Riom–, nace su hija Margarita Victoria Le Normant de Flaghac (f. 1830).
Su segundo esposo fallece el 24 de abril de 1783, asignándosele a su viuda una pensión de 12 000 francos.

## Tercer matrimonio y fallecimiento
Doce años más tarde, el 19 de junio de 1795, María Luisa O'Murphy vuelve a casarse, esta vez con Luis Felipe Dumont (n. 17 de noviembre de 1765 - f. 11 de junio de 1853), un joven diputado del Calvados, casi desconocido, veintisiete años menor que ella. La relación fracasó rápidamente y, tras apenas tres años de matrimonio, se divorciaron el 26 de frimario del año VII (16 de diciembre de 1798).
Tras ser detenida durante el llamado «gobierno del Terror», falleció en París, el 11 de diciembre de 1814, a la edad de 77 años:

[…] casada en primeras nupcias con el alto y poderoso señor Jaime de Beaufranchet, caballero, señor de Ayat; en segundas nupcias con messer Francisco Nicolás Le Normant, señor de Flagheac, mayordomo del señor conde de Artois, tesorero de la Orden del Espíritu Santo; divorciada de Felipe Dumont, antiguo diputado de la Convención Nacional por el departamento de Calvados.
Acta de defunción.

## Obras en las que aparece

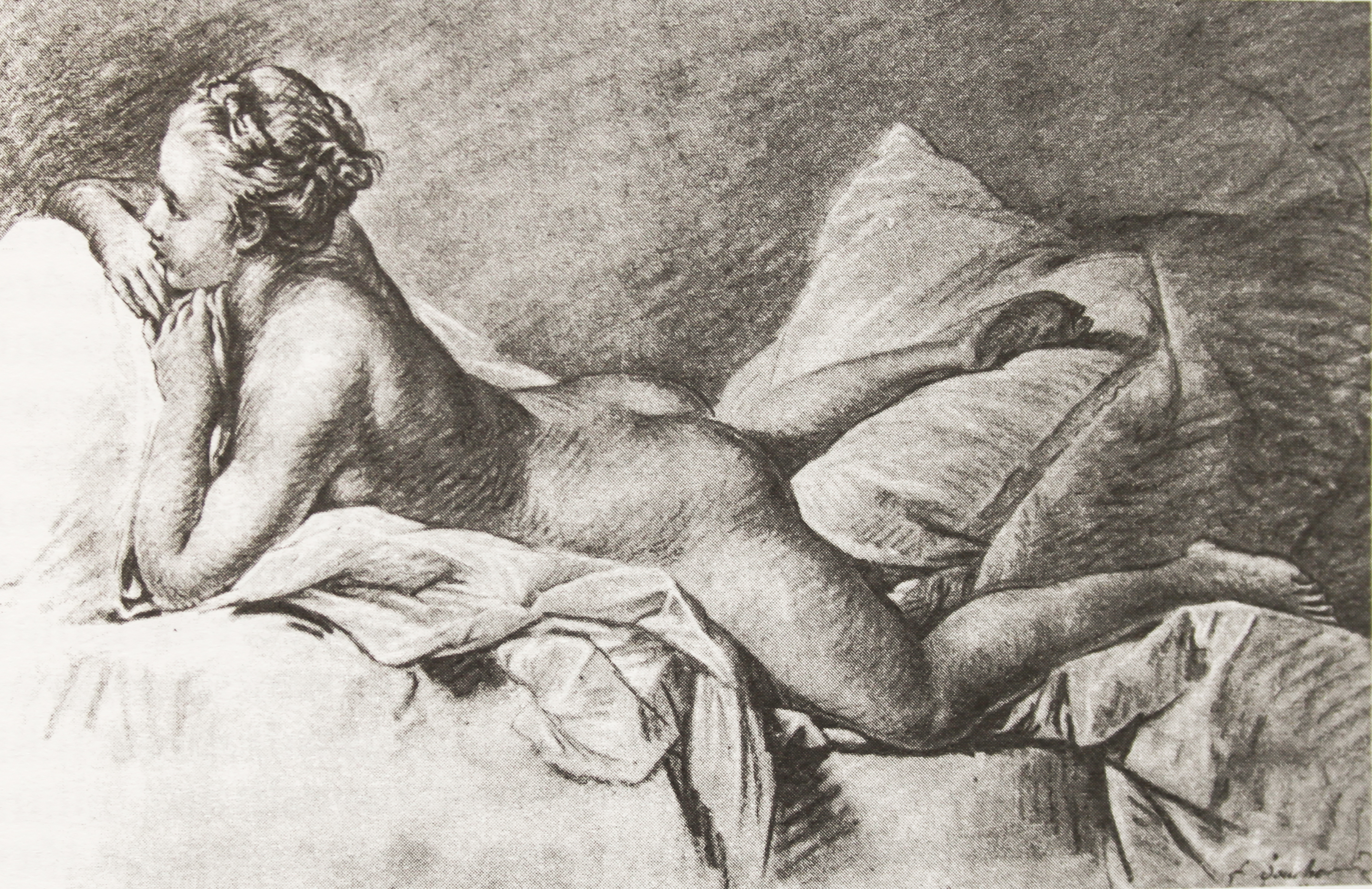
Joven recostada (estudio preparatorio). c. 1751. Carboncillo sobre papel.
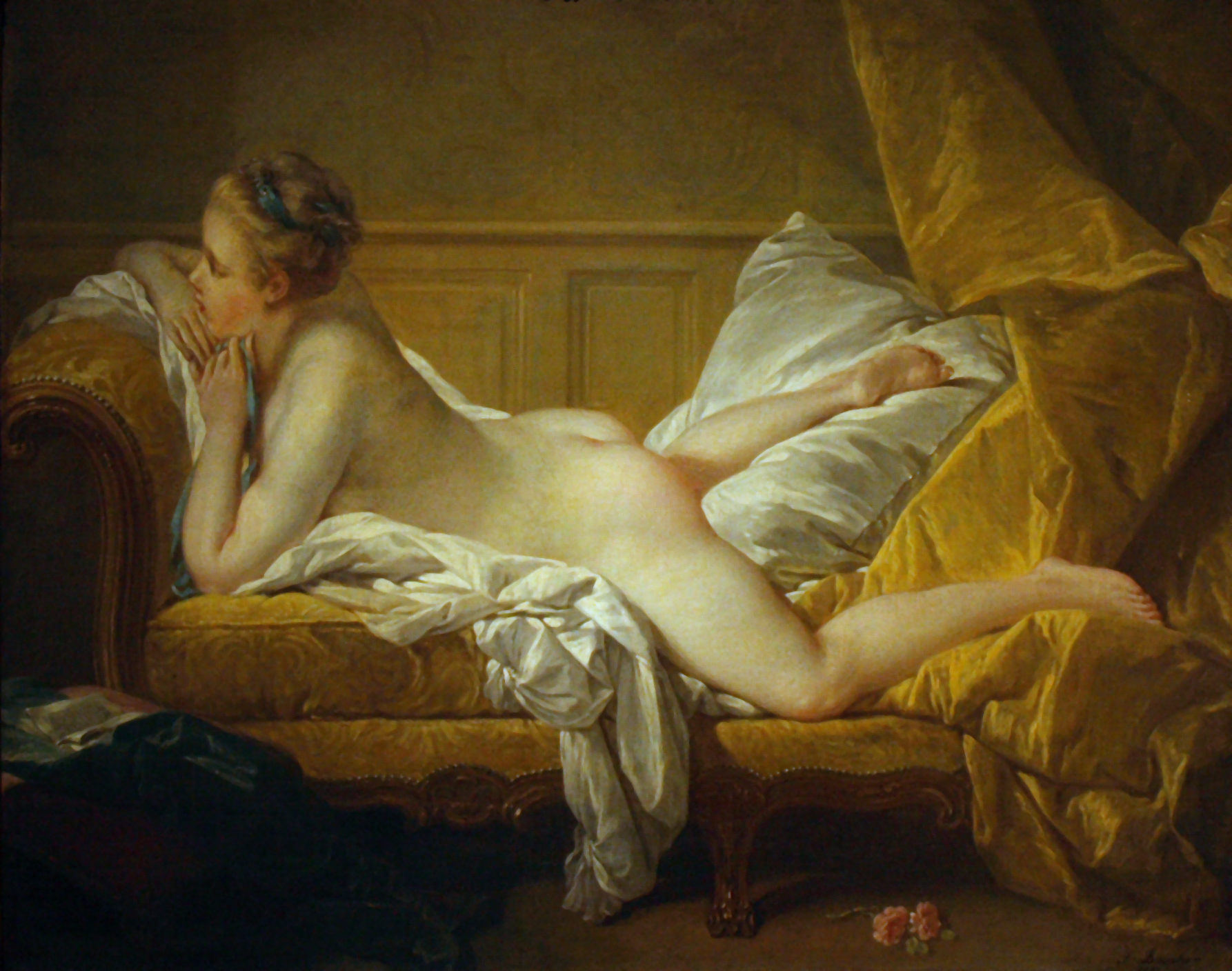
Joven recostada, 1751. Óleo sobre lienzo, 59,5 x 73,5 cm. Museo Wallraf-Richartz, Colonia
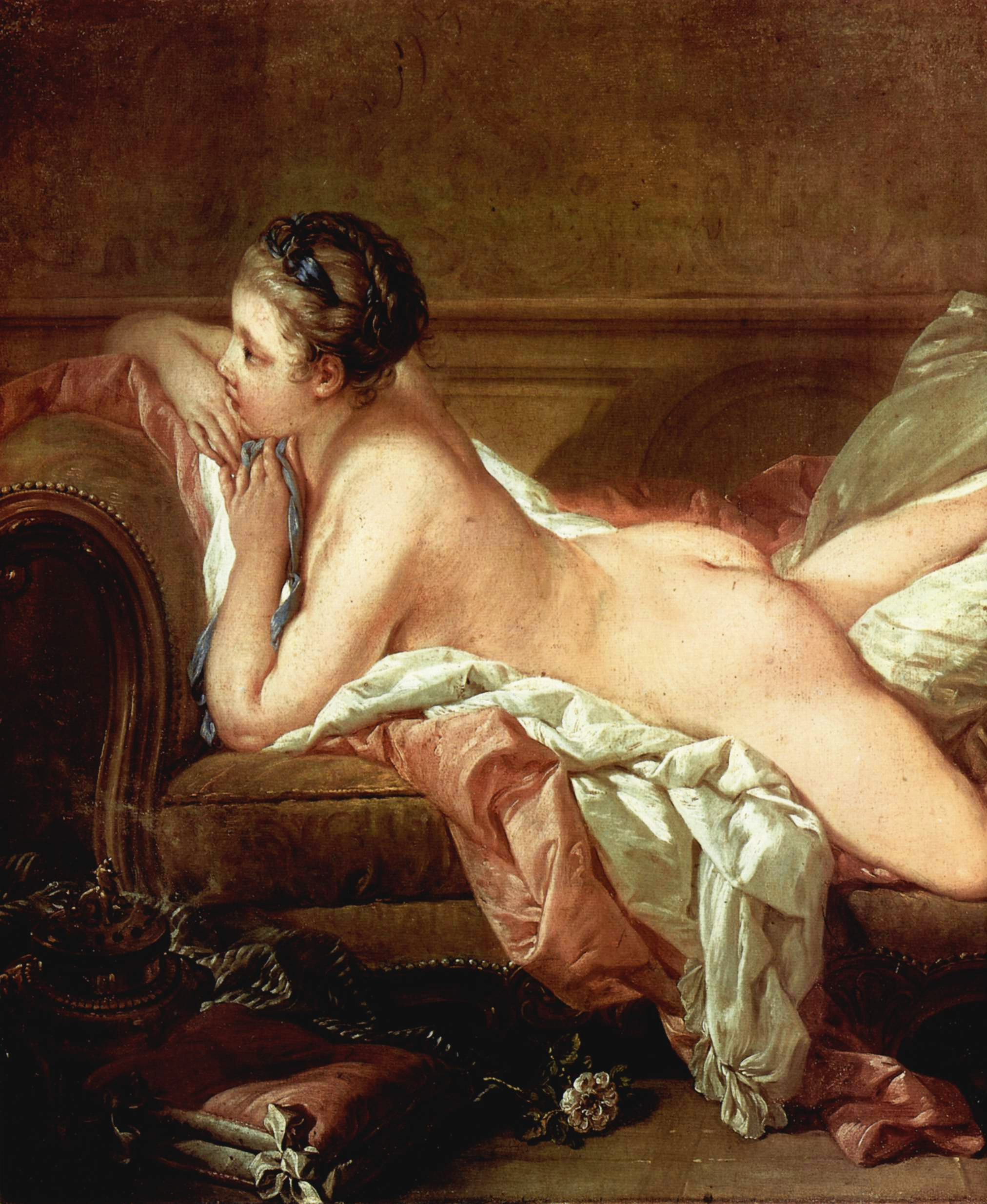
Joven recostada (fragmento), 1752. Óleo sobre lienzo, 59 x 73 cm. Pinacoteca Antigua de Múnich
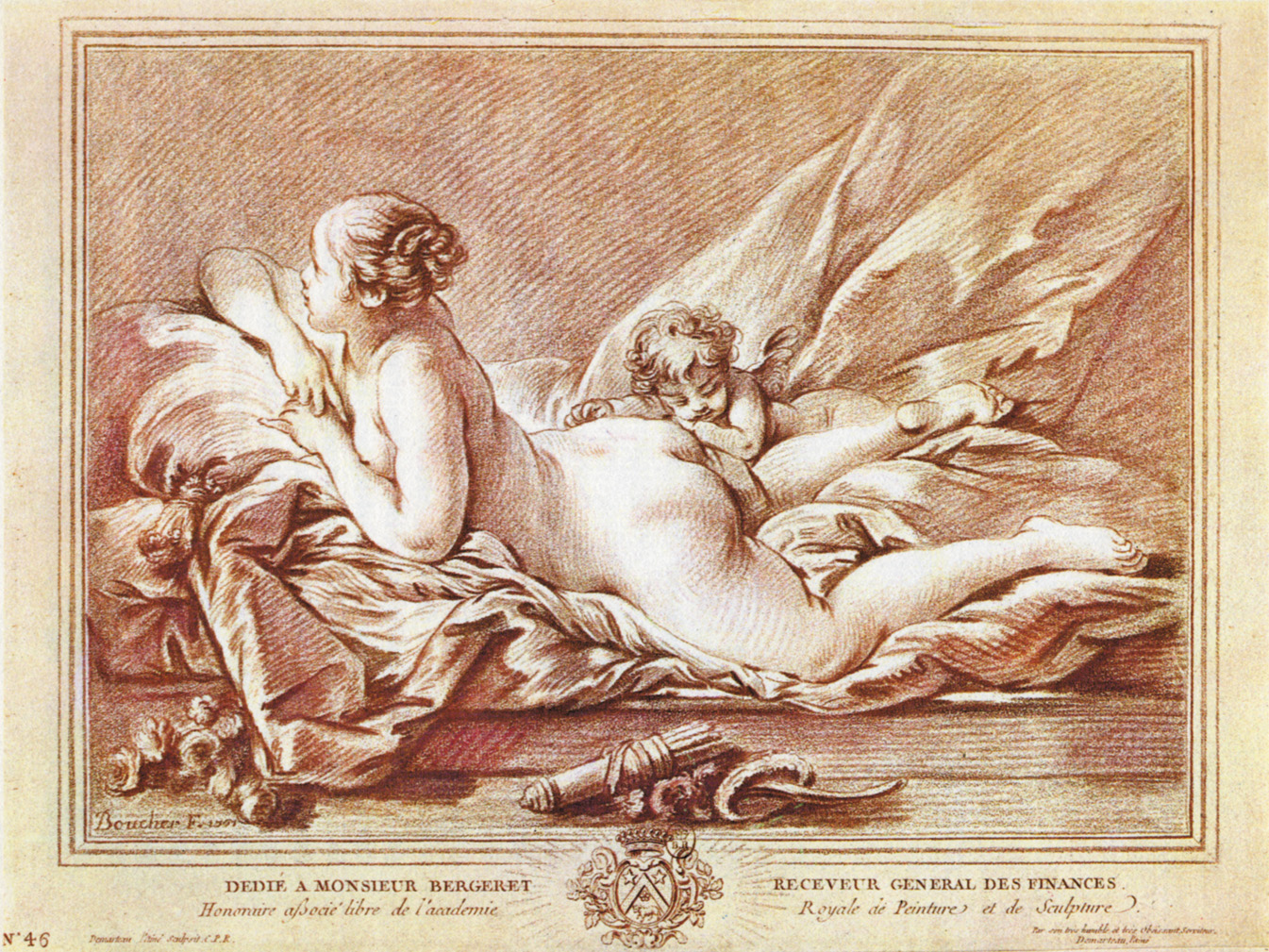
Leyenda en la base: DEDIÉ A MONSIEUR BERGERET RECEVEUR GENERAL DES FINANCES.

Según Carlos Vatel (Historia de Madame du Barry; 1883) y otros autores, aparece pintada nuevamente por el propio Boucher en su cuadro Saint-Jean-Baptiste prêchant dans le desert, destinado a la capilla del Palacio de Versalles, así como en una Santa Familia para el oratorio de María Leszczyńska.

## María Luisa O'Murphy en la cultura popular

### Televisión
| Título original                       | Fecha de estreno        | País    | Canal    | Director        | Como Luis XV  | Como Marie-Louise O'Murphy  |
| ------------------------------------- | ----------------------- | ------- | -------- | --------------- | ------------- | --------------------------- |
| Jeanne Poisson, Marquise de Pompadour | 16 de octubre de 2006   | Francia | France 2 | Robin Davis     | Vincent Pérez | Coralie Revel               |
| Louis XV, le soleil noir              | 25 de diciembre de 2009 | Francia | France 2 | Thierry Binisti | Stanley Weber | Marie-Clotilde Ramos-Ibáñez |